# 东卜宜先师庙
东卜宜先师庙是一座明清古建筑，位于山西省晋中市平遥县卜宜乡东卜宜村。
2021年8月4日，东卜宜先师庙公布为第六批山西省文物保护单位。